# Micromys
Genre
Micromys est un genre de rongeurs myomorphes de la famille des Muridae. Il ne comprend qu'une seule espèce actuelle : le Rat des moissons (Micromys minutus), avec la possible distinction de Micromys erythrotis.

## Aire de répartition

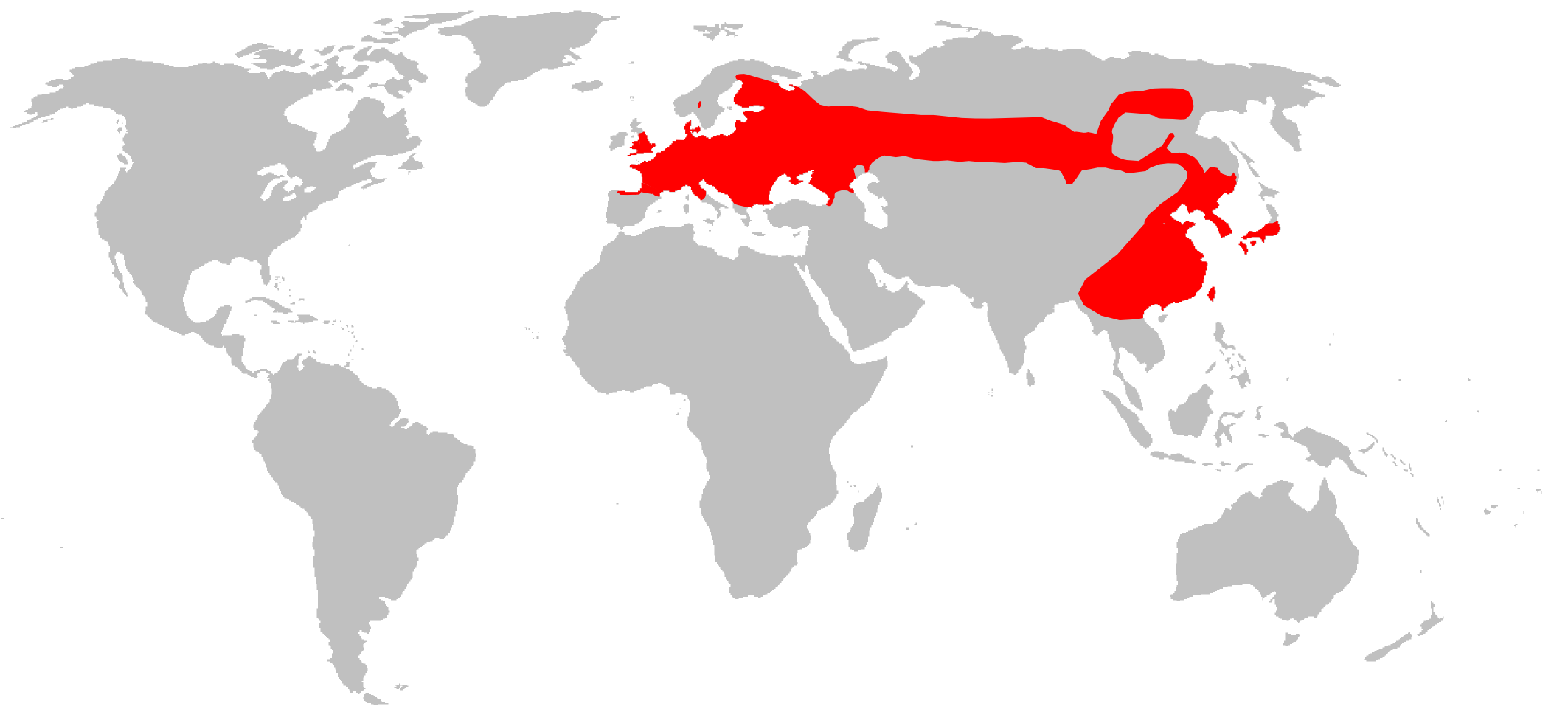
Carte de l'aire de répartition du Rat des moissons :
zones d'origines ;
zones où il est inexistant.

Le Rat des moissons se rencontre en Eurasie depuis le nord-ouest de l'Espagne jusqu'à l'Oussouri et au Japon, en descendant jusqu'au nord-ouest du Viêt Nam et en Birmanie dans le cas où Micromys erythrotis est distingué. Les espèces fossiles ont été toute découvertes en Eurasie.

## Taxinomie
Ce genre a été décrit pour la première fois en 1841 par le naturaliste allemand Johann Friedrich Anton Dehne (1787-1856),.
La seule espèce actuelle du genre étant le Rat des moissons (avec parfois Micromys erythrotis depuis 2009), Micromys est traditionnellement considéré comme étant un genre monospécifique, mais il comprend aussi des espèces fossiles.

### Liste des espèces
L'espèce actuelle selon Catalogue of Life (30 novembre 2013), ITIS (30 novembre 2013), Mammal Species of the World (version 3, 2005)  (30 novembre 2013) et NCBI (30 novembre 2013) est :
- Micromys minutus (Pallas, 1771) - Rat des moissons.

Les espèces actuelles et éteintes selon Paleobiology Database (30 novembre 2013) sont :
- † Micromys bendai van de Weerd, 1979 ;
- † Micromys kozaniensis van de Weerd, 1979 ;
- Micromys minutus (Pallas, 1771) - Rat des moissons ;
- † Micromys steffensi van de Weerd, 1979.

Auxquelles sont parfois ajoutées :
- † Micromys caesaris Minwer-Barakat, Garcia-Alix, Martin-Suarez & Freudenthal, 2008 ;
- † Micromys chalceus Storch, 1987 ;
- † Micromys cingulatus Storch & Dahlmann, 1995 ;
- † Micromys coronensis Schaub, 1938 ;
- † Micromys liui Zheng, 1993 ;
- † Micromys paricioi Mein, Moissenet & Adrover, 1983 ;
- † Micromys praeminutus Kretzoi, 1959 ;
- † Micromys tedfordi Wu & Flynn, 1992.

Alexei V. Abramov, Ilya G. Meschersky et Viatcheslav V. Rozhnov mentionnent aussi en 2009 une éventuelle nouvelle espèce de rat en Asie du Sud-Est : Micromys erythrotis (Blyth, 1856), à moins que ce ne soit une sous-espèce de Micromys minutus.
Le mulot Apodemus argenteus a également pour synonyme Micromys geisha Thomas, 1905.

### Protologue
- (de) Johann Friedrich Anton Dehne, « Micromys agilis, Kleinmaus, ein neues Säugethier der Fauna von Dresden, aus der Ordnung der Nager », Privatdruck Hoflößnitz bei Dresden,‎ 1841, p. 1.